# Pont de Béguey-Podensac
Le pont routier de Béguey-Podensac est un pont routier franchissant la Garonne. Il achemine la route départementale D13.